# 로저 헤일 쉐프
로저 헤일 쉐프(General Sir Roger Hale Sheaffe, 1st Baronet, 1763년 7월 15일~1851년 7월 17일)은 1812년 전쟁 동안 영국군 사령관을 맡았던 왕당파 장군이다. 그는 1813년 준남작 작위를 받았고, 그 후로도 어퍼캐나다의 사령관과 부지사를 역임했다.

## 어린 시절
로저 헤일 쉐프는 매사추세츠주 보스턴에서 하버드 대학교를 졸업하고 세금 비징수원이 된 윌리엄 쉐프(1705-1771)의 8남매 중 세째 아들로 태어났다. 그의 모친 수재너 차일드는 토머스 차일드와 수재너 해치의 딸이었다. 그녀의 아버지는 잉글랜드 사람으로 리처드 차일드, 제1백작 틸니 경과 같은 가문의 사람이었다. 그는 고향 링컨셔에 상당한 자산을 보유하고 있었지만, 1733년 트리니티 교회의 공동설립자가 되어 보스턴으로 이민을 갔다.
로저의 누이 중 하나인 마가렛은 클러몽 장원의 로버트 리빙스턴과 결혼을 했으며, 그는 미국 건국의 아버지 중 한 사람이었다. 또 다른 누이 수재너는 몰스워스 제1자작, 로버트 몰스워스의 손자인 폰슨비 몰스워스 대위와 결혼을 했다. 새째 누이는 새뮤얼 워드 여사의 동생 벤저민 클라크 커틀러와 결혼을 했다.
쉐프는 보스턴 라틴 스쿨에서 조카인 아이작 코핀 제1 준남작과 함께 교육을 받았다. 그의 아버지는 1771년 한 푼의 유산도 남기지 못하고 사망했고, 그의 어머니는 그녀의 10자녀를 부양하기 위해 하숙집을 운영했다. 그곳에 하숙을 했던 사람들 중 한 명이 휴 퍼시, 노섬버랜드 제2공작으로 이후 제2대 노섬버랜드 공작이 되는 인물이었으며, 미국 독립 전쟁 때 보스턴 영국군의 지도자가 된다. 퍼시 경은 전쟁 동안 이 가족들에게 엄청나게 도움을 주었으며, 그러한 특징들이 그에게 영향을 미쳤고, 쉐프를 런던에 있는 군사 학교에 보내 지도자로서의 기반을 다지게 했다. 퍼시 경은 쉐프의 평생 지기이자, 좋은 친구로, 1778년 제5보병연대에 그의 첫 수습 장교직을 사주었다. 그는 이후 중위 직위를 구매했다.

## 군 경력
쉐프는 아일랜드에서 1781년에서 캐나다로 가게되는 1787년까지 그의 연대에 복무를 했다. 디트로이트와 나이나가라 요새에서, 부지사인 존 그래이브즈 심코 휘하에서 복무를 했는데 그는 쉐프에게 큰 영향을 미쳤다. 쉐프는 1795년 대위로 승진했다. 그는 1798년 처음으로 아이작 브록 중령의 휘하에서 49보병연대에서 복무를 했다. 그들은 1799년 바타비아 공화국 작전에서 그리고 1801년 발틱에서 같이 작전을 한 적이 있었다.